# Западная Шарлотта-Амалия
Западная Шарлотта-Амалия (англ. Charlotte Amalie West) — 3-й по населению город региона, расположенный в центральной части острова Сент-Томас (Американские Виргинские острова). Расположен западнее аэропорта Кирил И. Кинг, которые обслуживает город. Население — 5 146 чел. (по данным на 2000 г.)